# Отбранителна стена
Отбранителната стена, или градски стени за градове, е съоръжение за защита на селища и райони от потенциални нападатели.
Стените могат да бъдат от прости палисади или изкуствени хълмове до обширни военни фортификации с кули, бастиони и порти за достъп към града.
От древността до съвремието те се използват за заграждане на селища. Като такива, те често се наричат също градски стени. Все пак някои стени се простират на хиляди километри, като например в случая на Великата китайска стена или Атлантическия вал. В планински терен отбранителни стени са се използвали в комбинация с крепости, така че да се затварят подстъпите към долините. Освен защитната си функция, много стени играят и символична роля, представяйки статута и независимостта на общностите, които обхващат.
Съществуващите древни стени почти винаги са каменни структури, макар такива от тухли и дърво също да се срещат. В зависимост от топографията на областта около селището стената може да включва елементи на терена като реки или брегови линии, които да я направят по-ефективна.
Стените могат да бъдат пресечени само през построените за целта порти и често са подсилвани с кули. Практиката на строене на масивни стени, макар с корени в праисторията, е изчистена по време на възхода на градовете държави и активното строителство на стени продължава и през Средновековието, а дори и след това в някои части на Европа.
По-проста отбранителна стена, изградена от пръст и камъни, често се нарича земен вал.

## История
Още от ранна древност стените се оказват необходимост за всеки град. Урук в Шумер (Месопотамия) е един от най-старите познати заградени градове. Преди това Йерихон на Западния бряг разполага със стена, вероятно още от осмото хилядолетие пр.н.е. Най-ранната градска стена в Европа е на Солницата във Варненска област и е построена през 6-о или 5-о хилядолетие пр.н.е.
Асирийците използват големи работни групи, които да строят нови дворци, храмове и отбранителни стени. Някои селища в Индската цивилизация също са били укрепвани.
Вавилон е един най-известните градове от древността, особено след мащабното строителство на Навуходоносор II, който разширява стените му и построява Портата на Ищар. Изключенията са малко, но нито Спарта, нито Рим разполагат със стени в продължение на дълго време, избирайки да разчитат на военната си мощ за защита вместо тях. Първоначално тези укрепления са прости постройки от дърво и пръст, но скоро са заменени от смесени конструкции от камъни, струпани един върху друг без хоросан.
В Централна Европа келтите строят големи укрепени селища, които римляните наричат опидум и чиито стени са в известна степен черпят идеи от тези по Средиземноморието. Укрепленията са постоянно разширявани и подобрявани. В класическата епоха, Атина разполага с дълги успоредни каменни стени (т.нар. Дълги стени), достигащи пристанището Пирея.
В Китай отбранителни стени се строят от времето на династията Шан (ок. 1600 – 1050 г. пр.н.е.), макар мащабното преминаване към каменна архитектура да започва по времето на династията Тан (618 – 907 г.) Участъци от Великата китайска стена са построени и преди династията Цин (221 – 207 г. пр.н.е.), когато са съединени и укрепени, макар сегашния вид на стената да е основно дело на династията Мин (1368 – 1644 г.) Стените на Забранения град в Пекин са построени в началото на 14 век от император Мин Юнлъ.
Стената на Аврелиан в Рим и Теодосиевите стени в Константинопол използват хоросан, като големи части от тях са запазени и до днес.
Персите строят отбранителни стени, за да защитават териториите си от номадските народи. Сред тях се открояват Дербентската стена и Голямата Горганска стена от двете страни на Каспийско море.
През Ранното Средновековие се създават градове около замъци. Тези градове рядко са защитавани от прости каменни стени и по-често от градски крепости в комбинация от стени и ровове. Укрепленията на тези градове постоянно се подобряват, така че да са в крак с текущите военни технологии.
По време на Ренесанса венецианците издигат високи стени около градовете си, които считат за застрашени от Османската империя. Сред тях са Никозия и Фамагуста на Кипър и Кандия и Ханя на Крит, които са оцелели и до днес.
Вследствие от растежа на градовете и последвалите промени при отбранителните стратегии, които се фокусират главно върху защитата чрез укрепления около градовете, много градски стени са съборени. Освен това изобретяването на барута прави отбранителните стени слабо ефективни, тъй като оръдията за обсада ги разбиват, позволявайки на войските да преминат през тях.